# Rezső Seress
Rezső Seress wymowa: ˈrɛʒøː ˈʃɛrɛʃ; (właściwie Rudi Spitzer) (ur. 3 listopada 1889 w Budapeszcie, zm. 11 stycznia 1968 tamże) – węgierski kompozytor muzyki rozrywkowej i pianista żydowskiego pochodzenia.

## Życie

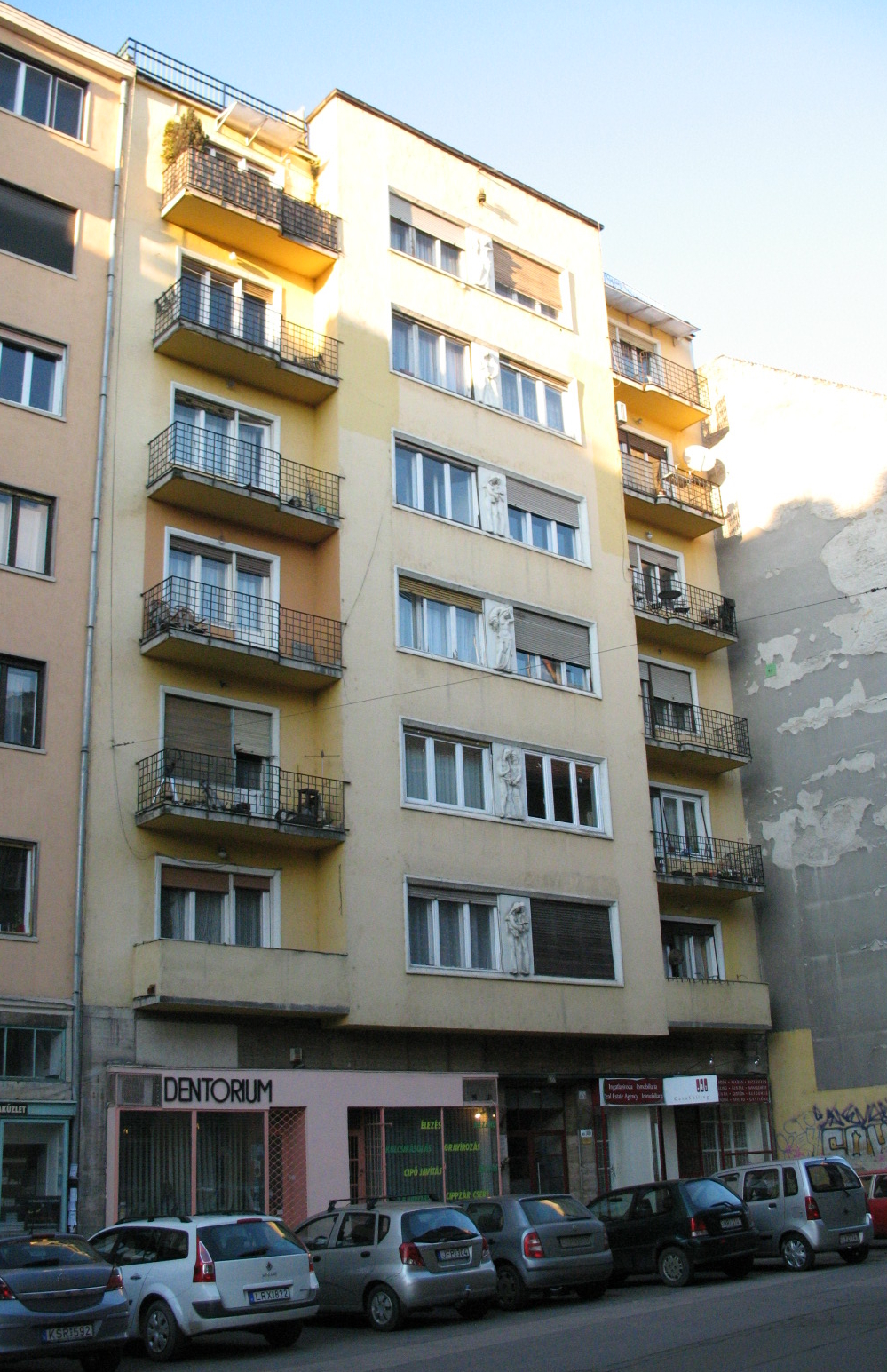
Dom przy ulicy Dob 46/b, w którym mieszkał Rezső Seress, stan z 2011 roku

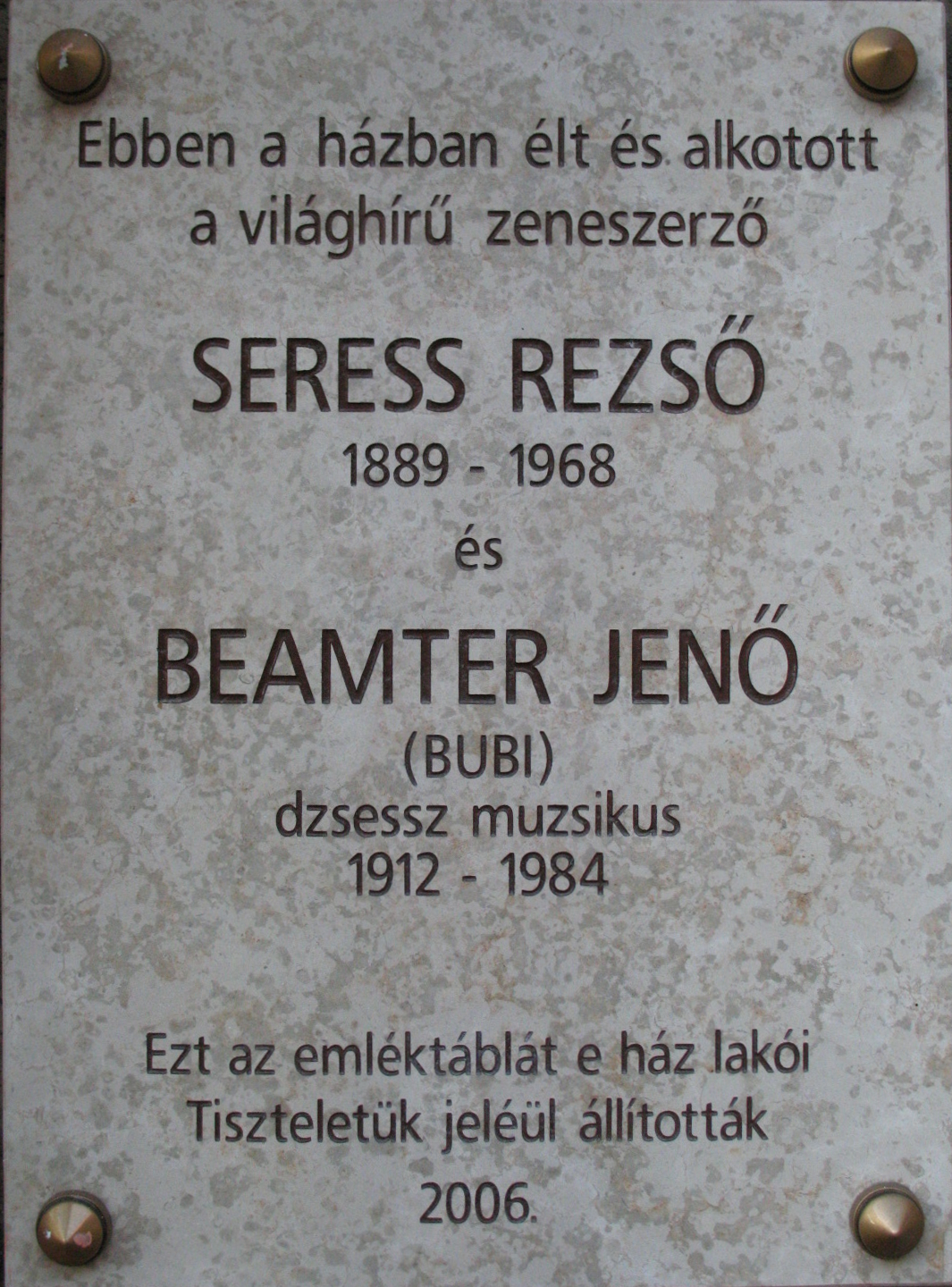
Tablica upamiętniająca muzyków Rezső Seressa i Jenő Beamtera, którzy mieszkali w tym domu

Początkowo był akrobatą w cyrku w Komarnie. Po upadku z wysokości studiował aktorstwo i przez szereg lat pracował jako aktor w teatrach rozrywkowych. Tam nauczył się grać na pianinie i zaczął występować jako muzyk. Wielki sukces przyniosła mu piosenka Még egy éjszaka... (Jeszcze jedna noc...) napisana w 1925 roku. Rzucił wtedy teatr i zaczął występować w restauracjach, początkowo Kukoricza, a następnie Kulacs.
Podczas wojny został wcielony do oddziałów pracy przymusowej, gdzie spędził cztery lata. Uratował go niemiecki oficer pamiętający Seressa z występów w restauracji Kulacs.
Po wojnie Seress otrzymał zaproszenie do Stanów Zjednoczonych i występu w Carnegie Hall, lecz odmówił wyjazdu. Wraz z komunizacją Węgier jego utwory zostały zakazane. Gdy pozwolono mu grać, występował w restauracji Kispipa w Budapeszcie, którego właściwie nie opuszczał do końca życia. Zmarł śmiercią samobójczą, skacząc z balkonu.

## Twórczość
W latach 1923–1933 napisał teksty do ponad czterdziestu utworów innych kompozytorów i sześćdziesięciu własnych. W 1933 roku napisał libretto i muzykę do operetki pod tytułem Szerelem az egész vonalon (Miłość na całej linii). Nie udało mu się jednak doprowadzić do jej wystawienia i rękopis jej zaginął.
Utwory Seressa są melancholijne i zwykle opowiadają o nieszczęśliwej miłości. Najsłynniejszym utworem Seressa jest Szomorú vasarnáp (Gloomy Sunday, Smutna niedziela). Słowa do niej napisał on sam, lecz najbardziej popularny tekst do tego utworu napisał László Jávor, reporter kryminalny gazety 8 Órai Újság. Utwór został opublikowany w 1933 roku, później jednak powstały legendy miejskie, które sugerowały, że utwór miał doprowadzać do samobójstw, lecz ta informacja nie ma żadnej podstawy. Złowieszczą nieco popularność utworu ilustruje fakt, że jedynie w okresie 13-24 listopada 1935 roku pojawiło się na jego temat 278 artykułów we francuskich, niemieckich, szwajcarskich i włoskich gazetach.
Otto Klemperer powiedział o Seressu „to nie muzyk – to geniusz”. Seress nigdy nie nauczył się dobrze grać na pianinie ani zapisywać swoich utworów: gwizdał je, a zapisywali inni.

### Smutna niedziela
Utwór Szomorú vasárnap przetłumaczono na dwadzieścia osiem języków. Liczni artyści włączyli go do swoich repertuarów. Utwór wykorzystywano również w filmach – m.in. Gloomy Sunday – Ein Lied von Liebe und Tod Rolfa Schübela.